# Weinmannia rakotomalazana
Weinmannia rakotomalazana är en tvåhjärtbladig växtart som beskrevs av Edward Bradford. Weinmannia rakotomalazana ingår i släktet Weinmannia och familjen Cunoniaceae. Inga underarter finns listade i Catalogue of Life.